# Giải vô địch bóng đá châu Âu
Giải vô địch bóng đá châu Âu (UEFA European Football Championship), thường được biết đến với tên gọi UEFA Euro hay Euro, là giải bóng đá quốc tế dành cho các đội tuyển quốc gia nam của các thành viên Liên đoàn bóng đá châu Âu (UEFA), nhằm xác định nhà vô địch châu lục của châu Âu. Giải đấu thường được tổ chức bốn năm một lần kể từ năm 1960, ngoại trừ giải năm 2020 được tổ chức vào năm 2021 do đại dịch COVID-19 diễn ra ở châu Âu. Được lên lịch vào các năm chẵn giữa các giải đấu World Cup, ban đầu nó được gọi là Cúp các quốc gia châu Âu, và được đổi thành tên hiện tại vào năm 1968. Bắt đầu từ giải đấu năm 1996, các chức vô địch cụ thể thường được gọi là "UEFA Euro"; thể thức này kể từ đó đã được áp dụng trở lại cho các giải đấu trước 1996.
Trước khi tham gia giải đấu, tất cả các đội không phải quốc gia đăng cai (tự động đủ điều kiện) sẽ thi đấu trong giai đoạn vòng loại. Cho đến năm 2016, những đội giành chức vô địch có thể thi đấu ở Cúp Liên đoàn các châu lục.
Sau 17 lần tổ chức, giải vô địch châu Âu đã có 10 đội vô địch: Tây Ban Nha vô địch 4 lần, Đức vô địch 3 lần, Pháp và Ý có 2 lần vô địch, và các đội Liên Xô, Tiệp Khắc, Hà Lan, Đan Mạch, Hy Lạp và Bồ Đào Nha mỗi đội đều 1 lần lên ngôi. Cho đến nay, Tây Ban Nha là đội duy nhất trong lịch sử đã vô địch 2 lần liên tiếp, vào các năm 2008 và 2012. Đây là giải đấu bóng đá được theo dõi nhiều thứ hai trên thế giới sau FIFA World Cup. Trận chung kết Euro 2012 đã được khoảng 300 triệu khán giả toàn cầu theo dõi.
Đương kim vô địch của giải đấu là đội tuyển Tây Ban Nha sau khi vượt qua đội tuyển Anh ở kỳ tổ chức năm 2024.

## Lịch sử
Ý tưởng tổ chức giải vô địch bóng đá châu Âu được tổng thư ký Liên đoàn bóng đá Pháp Henri Delaunay đề xuất từ năm 1927 nhưng mãi đến năm 1958 (3 năm sau khi Henri Delaunay qua đời) giải đấu mới được tổ chức. Chiếc cúp vô địch được đặt tên Henri Delaunay để tưởng nhớ đến công lao khai sinh giải đấu của ông.
Euro 1960 tại Pháp là giải vô địch bóng đá châu Âu đầu tiên được UEFA tổ chức. Đội vô địch là Liên Xô, sau khi đánh bại Nam Tư 2–1 trong trận chung kết tại Paris. Giải đấu được tổ chức theo hình thức loại trực tiếp với 17 đội tham dự. Có nhiều sự vắng mặt đáng chú ý khi các đội mạnh như Tây Đức, Ý hay Anh từ chối tham dự giải. Các đội đá hai lượt đi và về theo thể thức sân nhà – sân khách cho tới vòng bán kết. 4 đội mạnh nhất sẽ tham dự vòng chung kết được tổ chức ở 1 trong 4 nước giành quyền vào bán kết. Ở tứ kết, Tây Ban Nha từ chối đến Liên Xô và rút khỏi giải đấu, vì vậy lọt vào bán kết có 3 đại diện Đông Âu: Liên Xô, Nam Tư và Tiệp Khắc, cùng đội chủ nhà Pháp. Ở bán kết, Liên Xô dễ dàng vượt qua Tiệp Khắc tại Marseille với tỉ số 3–0. Trận bán kết còn lại có tới 9 bàn thắng và kết thúc với tỉ số 5–4 nghiêng về Nam Tư. Nam Tư đã hai lần bị đối phương dẫn trước với khoảng cách hai bàn, nhưng đã lật ngược tình thế thành công. Tiệp Khắc đánh bại Pháp 2–0 để giành vị trí thứ 3. Trong trận chung kết, Nam Tư ghi bàn trước, nhưng Liên Xô, có trong đội hình thủ môn huyền thoại Lev Yashin, gỡ hòa ở phút 49. Sau 90 phút, tỷ số là 1–1 và Viktor Ponedelnik ghi bàn khi hiệp phụ thứ hai còn 7 phút nữa là kết thúc, để mang chiếc cúp vô địch châu Âu đầu tiên về cho Liên Xô.
Euro 1964 là giải vô địch bóng đá châu Âu lần thứ hai do UEFA tổ chức theo chu kỳ 4 năm 1 lần. Vòng chung kết diễn ra tại Tây Ban Nha và chức vô địch sau đó đã thuộc về nước chủ nhà sau khi họ vượt qua đương kim vô địch Liên Xô 2–1 trong trận chung kết. Giải đấu lần này vẫn theo thể thức loại trực tiếp như giải lần đầu tiên với 29 đội bóng tham dự. Chỉ có Hy Lạp bỏ cuộc sau trận hòa với Albania. Do số đội lẻ nên đương kim vô địch Liên Xô cùng hai đội Áo và Luxembourg qua bốc thăm không phải tham dự vòng loại đầu tiên. Các cặp đấu tiến hành đấu loại trực tiếp theo thể thức sân nhà – sân khách cho tới bán kết. Bốn đội cuối cùng sẽ thi đấu vòng chung kết được tổ chức tại một trong bốn nước có đội bóng tham dự. Ở giải này, Luxembourg trở thành khắc tinh của các đội bóng lớn khi hạ Hà Lan 3-2 sau hai lượt, và thủ hòa với Đan Mạch 3–3 và 2–2, trước khi thất bại 0–1 ở trận tái đấu. Đan Mạch gây bất ngờ nhất khi lọt vào tới vòng chung kết, cùng với Liên Xô, Tây Ban Nha và Hungary. Tại bán kết, Liên Xô đánh bại Đan Mạch 3–0 tại Barcelona và Tây Ban Nha hạ Hungary 2–1 sau hai hiệp phụ ở Madrid với bàn thắng quyết định của Amancio. Tây Ban Nha đã bỏ cuộc khỏi giải đấu trước năm 1960 khi từ chối thi đấu với Liên Xô, nhưng lần này nhà độc tài Franco đã cho phép đội nhà thi đấu với những người Xô viết. Trước hơn 79.000 khán giả tại sân Santiago Bernabéu ở Madrid, chủ nhà thắng 2–1 nhờ bàn thắng muộn của Marcelino.
Euro 1968 là giải vô địch bóng đá châu Âu lần thứ 3 diễn ra tại Ý từ ngày 5 cho đến 10 tháng 6 năm 1968. So với các giải đấu trước, vòng loại kỳ Euro lần này có thay đổi khi lần đầu tiên áp dụng thể thức các đội được chia bảng, đấu vòng tròn tính điểm. Đây cũng là kỳ Euro duy nhất có hai trận chung kết. Đội tuyển chủ nhà Ý phải đợi đến trận đấu lại mới vượt qua được Nam Tư để giành chức vô địch châu Âu đầu tiên trong lịch sử của mình. Đây cũng là lần thứ hai đội bóng vùng Balkan thất bại trong trận đấu cuối cùng của giải, sau chức á quân giành được vào năm 1960. Đây cũng là lần duy nhất trận chung kết phải đá lại để phân định thắng thua.
Euro 1972 là giải vô địch bóng đá châu Âu lần thứ 4 diễn ra tại Bỉ từ ngày 14 cho đến ngày 18 tháng 6 năm 1972. Tại giải, đội tuyển Tây Đức giành chức vô địch châu Âu đầu tiên của mình. Với việc giành thêm chức vô địch thế giới hai năm sau đó tại World Cup 1974, đội Tây Đức trở thành tuyển quốc gia đầu tiên đồng thời giữ hai danh hiệu Đương kim vô địch châu Âu và vô địch thế giới.
Euro 1976 là giải vô địch bóng đá châu Âu lần thứ 5 diễn ra tại Nam Tư, từ ngày 16 cho đến ngày 20 tháng 6 năm 1976. Tại giải, đội tuyển Tiệp Khắc giành chức vô địch châu Âu đầu tiên của mình. Đây là giải đấu cuối cùng, vòng chung kết chỉ quy tụ bốn đội bóng và nước chủ nhà đăng cai vòng chung kết phải thi đấu vòng loại. Kể từ giải lần sau, vòng chung kết sẽ được mở rộng cho 8 đội tham gia, bao gồm 7 đội vượt qua vòng loại và quốc gia được chọn đăng cai vòng chung kết. Một điều đáng lưu ý nữa ở giải là tất cả các trận đấu đều buộc phải thi đấu hiệp phụ để phân định thắng thua. Trận chung kết giữa Tiệp Khắc và Tây Đức là trận đấu đầu tiên có áp dụng hình thức sút luân lưu sau hai hiệp phụ để phân thắng bại.
Euro 1980 là giải vô địch bóng đá châu Âu lần thứ 6 diễn ra tại Ý từ ngày 11 cho đến ngày 22 tháng 6 năm 1980. Tại giải, đội tuyển Tây Đức giành chức vô địch châu Âu thứ hai của mình, và trở thành đội đầu tiên hai lần vô địch giải. Đây cũng là kỳ Euro cuối cùng kết thúc trận đấu tranh hạng 3.
Euro 1984 là Giải vô địch quốc gia châu Âu lần thứ 7 diễn ra từ ngày 12 đến 27/6 năm 1984 tại Pháp. Đây là kỳ Euro lần thứ 2 Pháp đăng cái giải đấu này (lần trước là kỳ Euro vào năm 1960). Vào thời điểm này, chỉ có 8 đội tham dự VCK, bao gồm 7 đội phải vượt qua vòng loại và nước chủ nhà. Dưới sự dẫn dắt của Michel Platini, Pháp đã xuất sắc giành chức vô địch trên sân nhà và đây cũng là danh hiệu lớn đầu tiên của họ. Đây cũng là kỳ Euro đầu tiên không có tranh hạng 3, thay vào đó xác định đội bóng vào trận chung kết.
Euro 1988 là giải vô địch bóng đá châu Âu lần thứ tám diễn ra tại Tây Đức từ ngày mùng 10 cho đến ngày 25 tháng 6 năm 1988. Tại giải, đội tuyển Hà Lan dưới sự dẫn dắt của bộ ba người "Hà Lan bay" (Marco van Basten, Ruud Gullit và Frank Rijkaard) giành chức vô địch châu Âu đầu tiên của mình.
Euro 1992 được tổ chức ở Thụy Điển từ ngày 10 đến 26 tháng 6 năm 1992. Đây là giải vô địch bóng đá châu Âu lần thứ 9, được tổ chức bởi UEFA. Đan Mạch, đội đến Thụy Điển để thay thế cho Nam Tư (đã vượt qua vòng loại nhưng không tham gia được do có nội chiến xảy ra), đã tạo ra bất ngờ lớn khi giành chức vô địch châu Âu đầu tiên của mình. Một đội tuyển khác "chính thức" không thi đấu vòng loại mà vẫn có mặt tại vòng chung kết Euro 1992 là đội tuyển SNG (tên tắt của Cộng đồng các Quốc gia Độc lập mới được tách ra từ Liên Xô). Năm 1991 Liên Xô tan vỡ và bị tách thành 15 nước độc lập, SNG được thành lập từ 12 nước trong 15 nước đó gồm Nga, Ukraina, Belarus, Azerbaijan, Gruzia, Kazakhstan, Uzbekistan, Turkmenistan, Kyrgyzstan, Armenia, Moldova và Tajikistan. Liên Xô đã vượt qua vòng loại được thay thế bằng đội tuyển SNG. Tại Euro 1992 có một điều đáng chú ý nữa là lần đầu tiên tại một vòng chung kết một giải đấu bóng đá lớn, tên riêng của mỗi cầu thủ được in sau lưng áo đấu của mình.
Euro 1996 được tổ chức ở Anh từ ngày mùng 8 đến ngày 30 tháng 6 năm 1996. Đây là giải vô địch bóng đá châu Âu lần thứ 10, được tổ chức bởi UEFA. Đức trở thành đội đầu tiên ba lần đoạt chức vô địch châu Âu khi giành ngôi quán quân của giải. Đây là kỳ Euro đầu tiên có 16 đội tham dự vòng chung kết. UEFA đưa ra quyết định này khi ở trong thập kỷ 1980 và đầu thập kỷ 1990, đối với các đội bóng châu Âu, vượt qua vòng loại World Cup còn dễ hơn vượt qua vòng loại của giải vô địch châu lục mình; 14 trên tổng số 24 đội tham dự World Cup 1982, 1986 và 1990 là các đội bóng thuộc Cựu lục địa, trong khi vòng chung kết Euro vẫn giữ nguyên thể thức 8 đội. Bắt đầu từ giải đấu này sẽ có thêm vòng tứ kết.
Euro 2000 là giải vô địch bóng đá châu Âu thứ 11 được đồng tổ chức bởi Bỉ và Hà Lan (lần đầu tiên trong lịch sử Euro) từ 10 tháng 6 đến ngày 2 tháng 7 năm 2000. Giải đấu có sự tham gia của 16 đội tuyển quốc gia. Trong đó trừ hai nước chủ nhà Bỉ và Hà Lan, 14 đội còn lại phải vượt qua được vòng loại để tới vòng chung kết. Pháp là đội vô địch giải đấu này, sau chiến thắng 2-1 trước Italia trong trận chung kết, bằng bàn thắng vàng. Đây là lần thứ 3 trận chung kết giữa đội tuyển Pháp và đội tuyển Italia phải bước vào hiệp phụ vì hai đội hoà nhau với tỉ số 1-1 sau hai hiệp thi đấu chính thức 90 phút.
Euro 2004 được tổ chức ở Bồ Đào Nha từ ngày 12 tháng 6 đến ngày 4 tháng 7 năm 2004. Đây là giải vô địch bóng đá châu Âu lần thứ 12, được tổ chức bởi UEFA. Đội tuyển Hy Lạp gây bất ngờ lớn khi đoạt chức vô địch châu Âu đầu tiên của mình, dù không được đánh giá cao trước khi giải diễn ra.

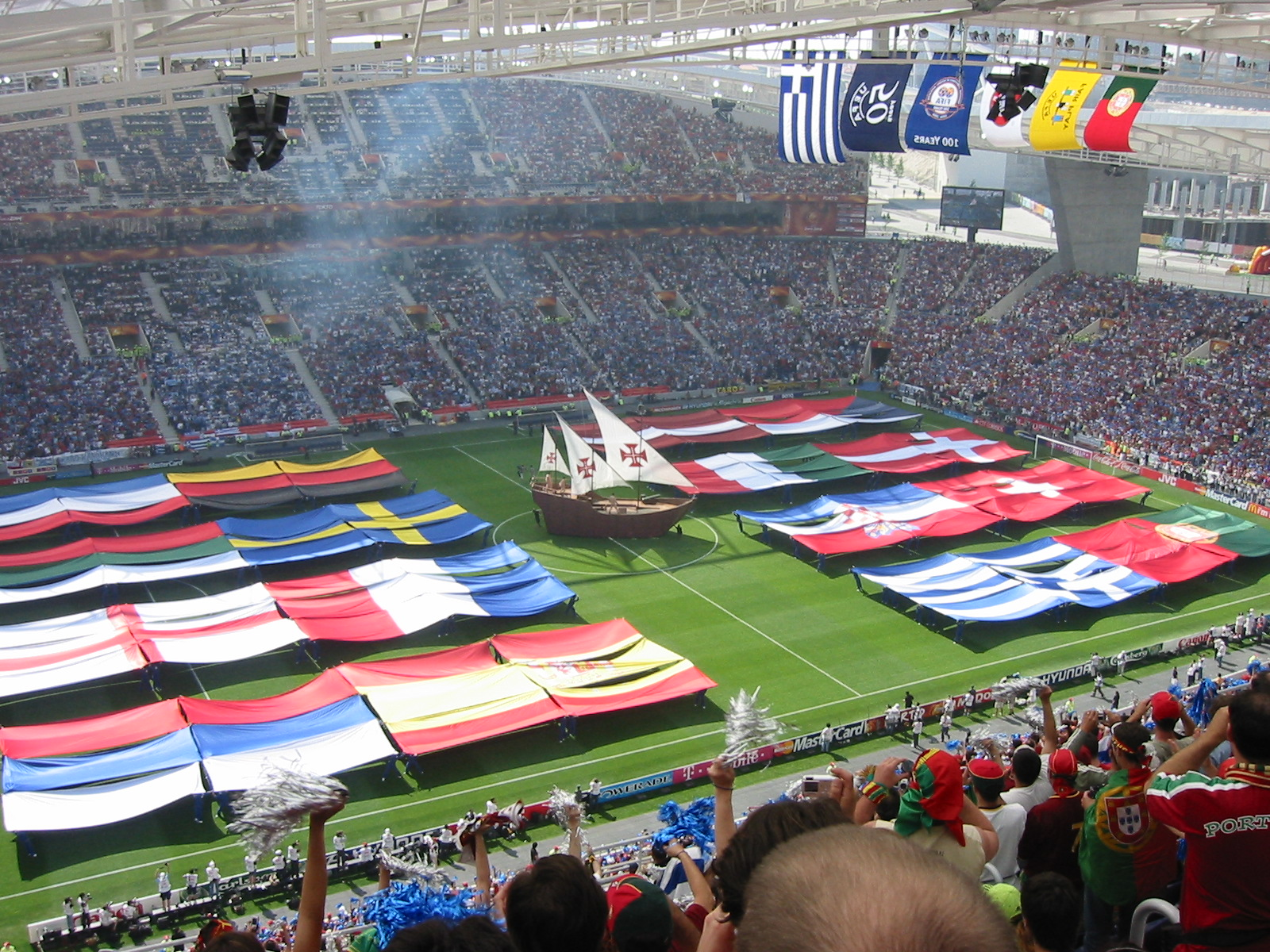
Lễ khai mạc UEFA Euro 2004 tại Bồ Đào Nha.

Euro 2008 là giải vô địch bóng đá châu Âu lần thứ 13 do Liên đoàn bóng đá châu Âu (UEFA) tổ chức. Giải đấu được diễn ra trên các sân vận động của Áo và Thụy Sĩ từ ngày mùng 7 và kết thúc với trận chung kết trên sân vận động Ernst Happel Stadion vào ngày 29 tháng 6 năm 2008. Đây là kỳ Euro lần thứ 2 trong lịch sử có hai quốc gia đồng tổ chức giải vô địch bóng đá châu Âu. Lần trước vào kỳ Euro 2000 do Bỉ và Hà Lan cùng đăng cai. Ở giải đấu này, Tây Ban Nha đã lần thứ hai vô địch Euro sau khi đánh bại Đức 1-0 ở trận chung kết nhờ pha lập công duy nhất của Fernando Torres.
Euro 2012 là giải vô địch bóng đá châu Âu thứ 14 được đăng cai tại hai quốc gia là Ba Lan và Ukraina. Đây là kỳ Euro lần thứ 3 trong lịch sử và cũng là lần thứ 2 liên tiếp có 2 quốc gia đồng tổ chức kỳ Euro (lần trước là kỳ Euro 2008 do Áo và Thụy Sỹ cùng đăng cai). Giải bắt đầu từ ngày mùng 8 tháng 6 đến ngày mùng 2 tháng 7 năm 2012. Có tổng cộng 16 đội bóng tham dự chia thành 4 bảng A, B, C và D. Đây là giải đấu khẳng định sự thống trị của bóng đá Tây Ban Nha khi họ là đội bóng đầu tiên bảo vệ thành công chức vô địch Euro lần thứ 3 trong lịch sử và cũng là lần thứ 2 liên tiếp sau khi đánh bại Ý với tỷ số đậm 4–0 ở trận chung kết (đây là tỷ số đậm nhất trong một trận chung kết Euro). Qua đó kéo dài kỷ nguyên vinh quang khi họ có trong tay 3 chức vô địch của 3 giải đấu lớn liên tiếp là Euro 2008, World Cup 2010 và Euro 2012 (trong quá khứ đội tuyển Tây Đức không bảo vệ được chức vô địch Euro 1976 dù đã vào tới trận chung kết). Đây cũng là kỳ Euro cuối cùng có 16 đội tham dự.
Euro 2016 là giải vô địch bóng đá châu Âu lần thứ 15 và là lần thứ 3 tổ chức tại Pháp. Giải đấu được bắt đầu tổ chức vào ngày 10 tháng 6 đến ngày 10 tháng 7 năm 2016. Đây là kỳ Euro lần thứ 3, Pháp đăng cai giải đấu này (Lần trước là vào các năm 1960 và 1984). Đây là giải đấu đầu tiên có sự góp mặt của 24 đội bóng tham dự. Bắt đầu từ giải đấu này có thêm vòng 16 đội cùng với 4 đội xếp thứ 3 có thành tích tốt nhất. Ở giải đấu này, đội tuyển Bồ Đào Nha đã giành chức vô địch Euro lần đầu tiên sau khi đánh bại chủ nhà Pháp 1-0 ở trận chung kết nhờ pha lập công duy nhất của Éder. Đây cũng là lần đầu tiên đội tuyển Pháp nhận ngôi á quân của giải sau toàn thắng 2 lần trong 2 lần lọt vào trận chung kết của EURO năm đó. Đây là lần thứ 4 trận chung kết giũa đội tuyển Pháp và đội tuyển Bồ Đào Nha phải bước vào hiệp phụ vì hai đội hoà nhau với tỉ số 0-0 ở hai hiệp thi đấu chính thức 90 phút.
Euro 2020 là giải vô địch bóng đá châu Âu lần thứ 16 và được tổ chức ở 11 thành phố trên khắp châu Âu (ban đầu diễn ra tại 13 thành phố nhưng đến gần khai mạc thì thủ đô Brussels của Bỉ bị loại khỏi danh sách vì việc xây dựng sân bóng mới bị trì hoãn và thủ đô Dublin của Cộng hòa Ireland cũng bị loại khỏi danh sách vì không đáp ứng được yêu cầu số lượng khán giả vào sân). Đây cũng là sự kiện kỉ niệm 60 năm ngày giải đấu đầu tiên được tổ chức. Đây cũng là kỳ Euro phải lùi lại 1 năm vì do ảnh hưởng của dịch bệnh COVID-19, nên ban tổ chức giải đấu quyết định giữ nguyên tên cũ: UEFA EURO 2020. Sân vận động Wembley sẽ là sân ưu tiên diễn ra 2 trận bán kết và 1 trận chung kết. Ở giải đấu này, đội tuyển Ý đã giành chức vô địch lần thứ hai sau khi đánh bại đội tuyển Anh trên chấm 11m sau khi hai đội hòa nhau 1-1 sau 120 phút thi đấu chính thức. Đây là trận chung kết lần thứ 3 trong lịch sử 2 đội bước vào loạt sút luân lưu để phân định thắng thua. Còn đội tuyển Bồ Đào Nha trở thành cựu vô địch sau khi thất bại trước đội tuyển Bỉ với tỉ số 0-1 ở vòng 1/8.
Euro 2024 là giải vô địch bóng đá châu Âu lần thứ 17 và là lần thứ 2 tổ chức tại Đức. Ở giải đấu này, đội tuyển Tây Ban Nha đã giành chức vô địch sau khi đánh bại đội tuyển Anh với tỉ số 2-1 trong trận chung kết, qua đó trở thành đội tuyển đầu tiên giành 4 chức vô địch Euro. Đây cũng là lần thứ hai liên tiếp đội tuyển Anh nhận ngôi á quân của giải. Đội tuyển Italia chính thức trở thành cựu vô địch sau khi thất bại trước đội tuyển Thụy Sĩ với tỉ số 0-2 ở vòng 16 đội.
Euro 2028 là giải vô địch bóng đá châu Âu lần thứ 18 được tổ chức tại Vương quốc Liên hiệp Anh và Bắc Ireland và Cộng hòa Ireland. Đây là lần thứ tư giải được tổ chức ở hai quốc gia.
Euro 2032 là giải vô địch bóng đá châu Âu lần thứ 19 được tổ chức tại Ý và Thổ Nhĩ Kỳ. Đây là lần thứ năm giải được tổ chức ở hai quốc gia.

## Chiếc cúp

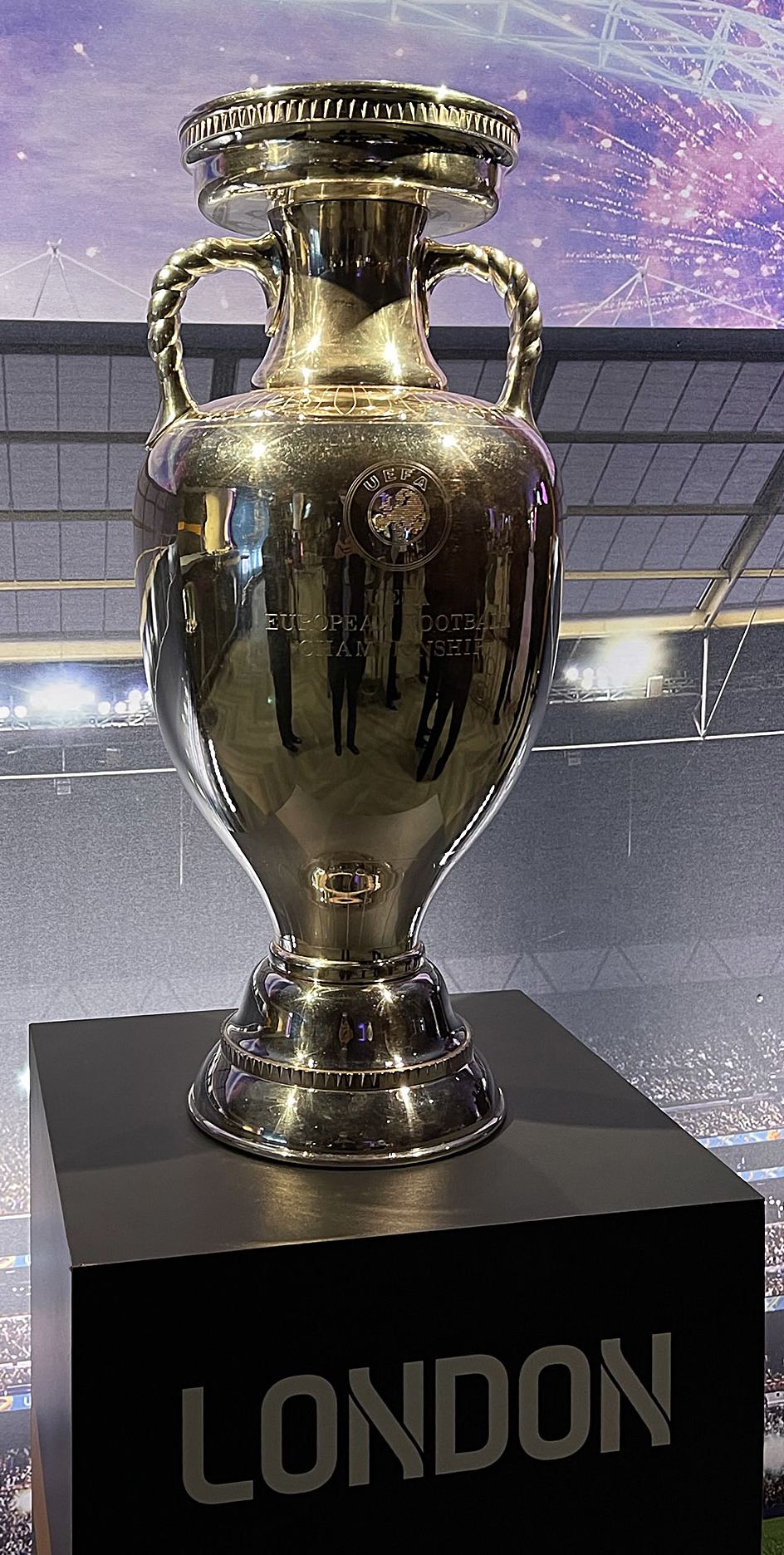
Chiếc cúp được trưng bày vào năm 2021

Chiếc cúp hiện tại cao 60 cm và nặng 8 kg làm từ bạc, được thiết kế lại kể từ mùa giải 2008 để không bị lu mờ trước những chiếc cúp khác của UEFA. Nó cao hơn 18 cm và nặng hơn 0.5 kg so với phiên bản cũ.
Đồng thời, đế cúp cũng được thiết kế mở rộng hơn để đứng vững. Tên các đội vô địch thay vì được khắc trên chiếc cột đá cẩm thạch thì nay sẽ được khắc trên mặt sau của chiếc cúp.

## Các trận chung kết và tranh hạng ba
| 1960 Chi tiết | Pháp        | · Liên Xô     | 2–1 (s.h.p.)(1)           | · Nam Tư  | · Tiệp Khắc | 2–0                    | · Pháp     | 4 |
| 1964 Chi tiết | Tây Ban Nha | · Tây Ban Nha | 2–1                       | · Liên Xô | · Hungary   | 3–1 (s.h.p.)(1)        | · Đan Mạch | 4 |
| 1968 Chi tiết | Ý           | · Ý           | 1–1 (s.h.p.) Play-off 2-0 | · Nam Tư  | · Anh       | 2–0                    | · Liên Xô  | 4 |
| 1972 Chi tiết | Bỉ          | · Tây Đức     | 3–0                       | · Liên Xô | · Bỉ        | 2–1                    | · Hungary  | 4 |
| 1976 Chi tiết | Nam Tư      | · Tiệp Khắc   | 2–2 (s.h.p.) (5–3) (p)    | · Tây Đức | · Hà Lan    | 3–2 (s.h.p.)(1)        | · Nam Tư   | 4 |
| 1980 Chi tiết | Ý           | · Tây Đức     | 2–1                       | · Bỉ      | · Tiệp Khắc | 1–1 (s.h.p.) (9–8) (p) | · Ý        | 8 |

Bắt đầu từ kỳ Euro 1984, không có trận tranh hạng 3. Do đó, không có vị trí thứ 3 và vị trí thứ 4 được trao giải thưởng. Thay vào đó, vòng bán kết được liệt kê theo thứ tự chữ cái.
| 1984 Chi tiết | Pháp                                | · Pháp        | 2–0                          | · Tây Ban Nha  | Đan Mạch và Bồ Đào Nha  | Đan Mạch và Bồ Đào Nha  | Đan Mạch và Bồ Đào Nha  | 8  |
| 1988 Chi tiết | Tây Đức                             | · Hà Lan      | 2–0                          | · Liên Xô      | Ý và Tây Đức            | Ý và Tây Đức            | Ý và Tây Đức            | 8  |
| 1992 Chi tiết | Thụy Điển                           | · Đan Mạch    | 2–0                          | · Đức          | Hà Lan và Thụy Điển     | Hà Lan và Thụy Điển     | Hà Lan và Thụy Điển     | 8  |
| 1996 Chi tiết | Anh                                 | · Đức         | 2–1 (s.h.p.) (2)             | · Cộng hòa Séc | Anh và Pháp             | Anh và Pháp             | Anh và Pháp             | 16 |
| 2000 Chi tiết | Bỉ & · Hà Lan                       | · Pháp        | 2–1 (s.h.p.) (2)             | · Ý            | Hà Lan và Bồ Đào Nha    | Hà Lan và Bồ Đào Nha    | Hà Lan và Bồ Đào Nha    | 16 |
| 2004 Chi tiết | Bồ Đào Nha                          | · Hy Lạp      | 1–0                          | · Bồ Đào Nha   | Cộng hòa Séc và Hà Lan  | Cộng hòa Séc và Hà Lan  | Cộng hòa Séc và Hà Lan  | 16 |
| 2008 Chi tiết | Áo & · Thụy Sĩ                      | · Tây Ban Nha | 1–0                          | · Đức          | Nga và Thổ Nhĩ Kỳ       | Nga và Thổ Nhĩ Kỳ       | Nga và Thổ Nhĩ Kỳ       | 16 |
| 2012 Chi tiết | Ba Lan & · Ukraina                  | · Tây Ban Nha | 4–0                          | · Ý            | Đức và Bồ Đào Nha       | Đức và Bồ Đào Nha       | Đức và Bồ Đào Nha       | 16 |
| 2016 Chi tiết | Pháp                                | · Bồ Đào Nha  | 1–0 (s.h.p.)(1)              | · Pháp         | Đức và Wales            | Đức và Wales            | Đức và Wales            | 24 |
| 2020 Chi tiết | Liên đoàn bóng đá châu Âu           | · Ý           | 1–1 (s.h.p.)(1) (3–2) (p)(2) | · Anh          | Đan Mạch và Tây Ban Nha | Đan Mạch và Tây Ban Nha | Đan Mạch và Tây Ban Nha | 24 |
| 2024 Chi tiết | Đức                                 | · Tây Ban Nha | 2–1                          | · Anh          | Pháp và Hà Lan          | Pháp và Hà Lan          | Pháp và Hà Lan          | 24 |
| 2028 Chi tiết | Vương quốc Anh & · Cộng hòa Ireland |               |                              |                |                         |                         |                         | 24 |
| 2032 Chi tiết | Ý & · Thổ Nhĩ Kỳ                    |               |                              |                |                         |                         |                         | 24 |

(1) Trận đấu kết thúc sau hai hiệp phụ.
(2) Trận đấu kết thúc theo luật bàn thắng vàng hay "luân lưu".

### Đội vô địch và á quân

Bản đồ các quốc gia vô địch châu Âu

| Đội tuyển    | Vô địch                     | Á quân                |
| ------------ | --------------------------- | --------------------- |
| Tây Ban Nha  | 4 (1964*, 2008, 2012, 2024) | 1 (1984)              |
| Đức          | 3 (19721, 19801, 1996)      | 3 (19761, 1992, 2008) |
| Ý            | 2 (1968*, 2020)             | 2 (2000, 2012)        |
| Pháp         | 2 (1984*, 2000)             | 1 (2016*)             |
| Nga          | 1 (1960)2                   | 3 (1964, 1972, 1988)2 |
| Cộng hòa Séc | 1 (19763)                   | 1 (1996)              |
| Bồ Đào Nha   | 1 (2016)                    | 1 (2004*)             |
| Hà Lan       | 1 (1988)                    | –                     |
| Đan Mạch     | 1 (1992)                    | –                     |
| Hy Lạp       | 1 (2004)                    | –                     |
| Slovakia     | 1 (19763)                   |                       |
| Serbia       | –                           | 2 (1960, 1968)4       |
| Anh          | –                           | 2 (2020, 2024)        |
| Bỉ           | –                           | 1 (1980)              |

*: đội chủ nhà
1: với tư cách là Tây Đức
2: với tư cách là Liên Xô
3: với tư cách là Tiệp Khắc
4: với tư cách là Nam Tư

### Kết quả của các nước chủ nhà
| Năm  | Nước đăng cai            | Thành tích               |
| ---- | ------------------------ | ------------------------ |
| 1960 | Pháp                     | Hạng tư                  |
| 1964 | Tây Ban Nha              | Vô địch                  |
| 1968 | Ý                        | Vô địch                  |
| 1972 | Bỉ                       | Hạng ba                  |
| 1976 | Nam Tư                   | Hạng tư                  |
| 1980 | Ý                        | Hạng tư                  |
| 1984 | Pháp                     | Vô địch                  |
| 1988 | Tây Đức                  | Bán kết                  |
| 1992 | Thụy Điển                | Bán kết                  |
| 1996 | Anh                      | Bán kết                  |
| 2000 | Hà Lan                   | Bán kết                  |
| 2000 | Bỉ                       | Vòng bảng                |
| 2004 | Bồ Đào Nha               | Á quân                   |
| 2008 | Áo · Thụy Sĩ             | Vòng bảng                |
| 2012 | Ba Lan · Ukraina         | Vòng bảng                |
| 2016 | Pháp                     | Á quân                   |
| 2020 | Azerbaijan · România     | Không vượt qua vòng loại |
| 2020 | Hungary · Nga · Scotland | Vòng bảng                |
| 2020 | Đức · Hà Lan             | Vòng 16 đội              |
| 2020 | Đan Mạch · Tây Ban Nha   | Bán kết                  |
| 2020 | Anh                      | Á quân                   |
| 2020 | Ý                        | Vô địch                  |
| 2024 | Đức                      | Tứ kết                   |
| 2028 | Anh                      | Chưa xác định            |
| 2028 | Cộng hòa Ireland         | Chưa xác định            |
| 2028 | Bắc Ireland              | Chưa xác định            |
| 2028 | Scotland                 | Chưa xác định            |
| 2028 | Wales                    | Chưa xác định            |
| 2032 | Ý                        | Chưa xác định            |
| 2032 | Thổ Nhĩ Kỳ               | Chưa xác định            |

### Kết quả của đương kim vô địch
| Năm  | Đương kim vô địch | Kết quả                  |
| ---- | ----------------- | ------------------------ |
| 1964 | Liên Xô           | Á quân                   |
| 1968 | Tây Ban Nha       | Không vượt qua vòng loại |
| 1972 | Ý                 | Không vượt qua vòng loại |
| 1976 | Tây Đức           | Á quân                   |
| 1980 | Tiệp Khắc         | Hạng ba                  |
| 1984 | Tây Đức           | Vòng bảng                |
| 1988 | Pháp              | Không vượt qua vòng loại |
| 1992 | Hà Lan            | Bán kết                  |
| 1996 | Đan Mạch          | Vòng bảng                |
| 2000 | Đức               | Vòng bảng                |
| 2004 | Pháp              | Tứ kết                   |
| 2008 | Hy Lạp            | Vòng bảng                |
| 2012 | Tây Ban Nha       | Vô địch                  |
| 2016 | Tây Ban Nha       | Vòng 16 đội              |
| 2020 | Bồ Đào Nha        | Vòng 16 đội              |
| 2024 | Ý                 | Vòng 16 đội              |
| 2028 | Tây Ban Nha       | Chưa xác định            |

## Giải thưởng

### Cầu thủ xuất sắc nhất
| Năm  | Tên                  |
| ---- | -------------------- |
| 1996 | Matthias Sammer      |
| 2000 | Zinédine Zidane      |
| 2004 | Theodoros Zagorakis  |
| 2008 | Xavi                 |
| 2012 | Andrés Iniesta       |
| 2016 | Antoine Griezmann    |
| 2020 | Gianluigi Donnarumma |
| 2024 | Rodri                |

### Vua phá lưới
| Năm  | Tên                                                                                            | Số bàn thắng |
| ---- | ---------------------------------------------------------------------------------------------- | ------------ |
| 1960 | François Heutte Valentin Ivanov Viktor Ponedelnik Milan Galić Dražan Jerković                  | 2            |
| 1964 | Ferenc Bene Dezső Novák Jesús María Pereda                                                     | 2            |
| 1968 | Dragan Džajić                                                                                  | 2            |
| 1972 | Gerd Müller                                                                                    | 4            |
| 1976 | Dieter Müller                                                                                  | 4            |
| 1980 | Klaus Allofs                                                                                   | 3            |
| 1984 | Michel Platini                                                                                 | 9            |
| 1988 | Marco van Basten                                                                               | 5            |
| 1992 | Henrik Larsen Karlheinz Riedle Dennis Bergkamp Tomas Brolin                                    | 3            |
| 1996 | Alan Shearer                                                                                   | 5            |
| 2000 | Patrick Kluivert Savo Milošević                                                                | 5            |
| 2004 | Milan Baroš                                                                                    | 5            |
| 2008 | David Villa                                                                                    | 4            |
| 2012 | Mario Mandžukić Mario Gómez Mario Balotelli Cristiano Ronaldo Alan Dzagoev Fernando Torres (W) | 3            |
| 2016 | Antoine Griezmann                                                                              | 6            |
| 2020 | Patrik Schick Cristiano Ronaldo (W)                                                            | 5            |
| 2024 | Harry Kane Georges Mikautadze Jamal Musiala Cody Gakpo Ivan Schranz Dani Olmo                  | 3            |

## Các đội tham dự giải
Ghi chú
- H1 – Vô địch
- H2 – Á quân

Bản đồ thành tích tốt nhất của các quốc gia tham dự giải

- H3 – Hạng ba (từ năm 1960 đến năm 1980)
- H4 – Hạng tư (từ năm 1960 đến năm 1980)
- BK – Bán kết (kể từ năm 1984)
- TK – Tứ kết (kể từ năm 1996)
- V16 – Vòng 16 đội (kể từ năm 2016)
- VB – Vòng bảng (kể từ năm 1980)
- Q — Đã vượt qua vòng loại của giải đấu sắp tới
- •  — Không vượt qua vòng loại
- ×  — Không tham dự / Bị cấm tham dự
- — Đội chủ nhà

Số đội tham dự vòng chung kết của mỗi giải đấu được viết trong ngoặc.
| Đội tuyển      | 1960 (4)             | 1964 (4)             | 1968 (4)             | 1972 (4)             | 1976 (4)             | 1980 (8)             | 1984 (8)             | 1988 (8)             | 1992 (8)             | 1996 (16) | 2000 (16) | 2004 (16) | 2008 (16) | 2012 (16) | 2016 (24) | 2020(*) (24) | 2024 (24) | 2028 (24) | 2032 (24) | Số năm |
| -------------- | -------------------- | -------------------- | -------------------- | -------------------- | -------------------- | -------------------- | -------------------- | -------------------- | -------------------- | --------- | --------- | --------- | --------- | --------- | --------- | ------------ | --------- | --------- | --------- | ------ |
| Albania        | ×                    | •                    | •                    | •                    | x                    | •                    | •                    | •                    | •                    | •         | •         | •         | •         | •         | VB        | •            | VB        | CXĐ       | CXĐ       | 2      |
| Anh            | ×                    | •                    | H3                   | •                    | •                    | VB                   | •                    | VB                   | VB                   | BK        | VB        | TK        | •         | TK        | V16       | H2           | H2        | H         | CXĐ       | 11     |
| Áo             | •                    | •                    | •                    | •                    | •                    | •                    | •                    | •                    | •                    | •         | •         | •         | VB        | •         | VB        | V16          | V16       | CXĐ       | CXĐ       | 4      |
| Ba Lan         | •                    | •                    | •                    | •                    | •                    | •                    | •                    | •                    | •                    | •         | •         | •         | VB        | VB        | TK        | VB           | VB        | CXĐ       | CXĐ       | 5      |
| Bắc Ireland    | ×                    | •                    | •                    | •                    | •                    | •                    | •                    | •                    | •                    | •         | •         | •         | •         | •         | V16       | •            | •         | H         | CXĐ       | 1      |
| Bắc Macedonia  | Một phần của Nam Tư  | Một phần của Nam Tư  | Một phần của Nam Tư  | Một phần của Nam Tư  | Một phần của Nam Tư  | Một phần của Nam Tư  | Một phần của Nam Tư  | Một phần của Nam Tư  | Một phần của Nam Tư  | •         | •         | •         | •         | •         | •         | VB           | •         | CXĐ       | CXĐ       | 1      |
| Bỉ             | ×                    | •                    | •                    | H3                   | •                    | H2                   | VB                   | •                    | •                    | •         | VB        | •         | •         | •         | TK        | TK           | V16       | CXĐ       | CXĐ       | 7      |
| Bồ Đào Nha     | •                    | •                    | •                    | •                    | •                    | •                    | BK                   | •                    | •                    | TK        | BK        | H2        | TK        | BK        | H1        | V16          | TK        | CXĐ       | CXĐ       | 9      |
| Bulgaria       | •                    | •                    | •                    | •                    | •                    | •                    | •                    | •                    | •                    | VB        | •         | VB        | •         | •         | •         | •            | •         | CXĐ       | CXĐ       | 2      |
| Cộng hòa Séc 3 | H3                   | •                    | •                    | •                    | H1                   | H3                   | •                    | •                    | •                    | H2        | VB        | BK        | VB        | TK        | VB        | TK           | VB        | CXĐ       | CXĐ       | 11     |
| Croatia        | Một phần của Nam Tư  | Một phần của Nam Tư  | Một phần của Nam Tư  | Một phần của Nam Tư  | Một phần của Nam Tư  | Một phần của Nam Tư  | Một phần của Nam Tư  | Một phần của Nam Tư  | Một phần của Nam Tư  | TK        | •         | VB        | TK        | VB        | V16       | V16          | VB        | CXĐ       | CXĐ       | 7      |
| Đan Mạch       | •                    | H4                   | •                    | •                    | •                    | •                    | BK                   | VB                   | H1                   | VB        | VB        | TK        | •         | VB        | •         | BK           | V16       | CXĐ       | CXĐ       | 10     |
| Đức 1          | ×                    | ×                    | •                    | H1                   | H2                   | H1                   | VB                   | BK                   | H2                   | H1        | VB        | VB        | H2        | BK        | BK        | V16          | TK        | CXĐ       | CXĐ       | 14     |
| Gruzia         | Một phần của Liên Xô | Một phần của Liên Xô | Một phần của Liên Xô | Một phần của Liên Xô | Một phần của Liên Xô | Một phần của Liên Xô | Một phần của Liên Xô | Một phần của Liên Xô | ×                    | •         | •         | •         | •         | •         | •         | •            | V16       | CXĐ       | CXĐ       | 1      |
| Hà Lan         | ×                    | •                    | •                    | •                    | H3                   | VB                   | •                    | H1                   | BK                   | TK        | BK        | BK        | TK        | VB        | •         | V16          | BK        | CXĐ       | CXĐ       | 11     |
| Hungary        | •                    | H3                   | •                    | H4                   | •                    | •                    | •                    | •                    | •                    | •         | •         | •         | •         | •         | V16       | VB           | VB        | CXĐ       | CXĐ       | 5      |
| Hy Lạp         | •                    | ×                    | •                    | •                    | •                    | VB                   | •                    | •                    | •                    | •         | •         | H1        | VB        | TK        | •         | •            | •         | CXĐ       | CXĐ       | 4      |
| Iceland        | x                    | •                    | x                    | x                    | •                    | •                    | •                    | •                    | •                    | •         | •         | •         | •         | •         | TK        | •            | •         | CXĐ       | CXĐ       | 1      |
| Ireland        | •                    | •                    | •                    | •                    | •                    | •                    | •                    | VB                   | •                    | •         | •         | •         | •         | VB        | V16       | •            | •         | H         | CXĐ       | 3      |
| Latvia         | Một phần của Liên Xô | Một phần của Liên Xô | Một phần của Liên Xô | Một phần của Liên Xô | Một phần của Liên Xô | Một phần của Liên Xô | Một phần của Liên Xô | Một phần của Liên Xô | Một phần của Liên Xô | •         | •         | VB        | •         | •         | •         | •            | •         | CXĐ       | CXĐ       | 1      |
| Na Uy          | •                    | •                    | •                    | •                    | •                    | •                    | •                    | •                    | •                    | •         | VB        | •         | •         | •         | •         | •            | •         | CXĐ       | CXĐ       | 1      |
| Nga 2          | H1                   | H2                   | H4                   | H2                   | •                    | •                    | •                    | H2                   | VB                   | VB        | •         | VB        | BK        | VB        | VB        | VB           | x         | CXĐ       | CXĐ       | 12     |
| Pháp           | H4                   | •                    | •                    | •                    | •                    | •                    | H1                   | •                    | VB                   | BK        | H1        | TK        | VB        | TK        | H2        | V16          | BK        | CXĐ       | CXĐ       | 11     |
| Phần Lan       | x                    | x                    | •                    | •                    | •                    | •                    | •                    | •                    | •                    | •         | •         | •         | •         | •         | •         | VB           | •         | CXĐ       | CXĐ       | 1      |
| România        | •                    | •                    | •                    | •                    | •                    | •                    | VB                   | •                    | •                    | VB        | TK        | •         | VB        | •         | VB        | •            | V16       | CXĐ       | CXĐ       | 6      |
| Scotland       | ×                    | ×                    | •                    | •                    | •                    | •                    | •                    | •                    | VB                   | VB        | •         | •         | •         | •         | •         | VB           | VB        | H         | CXĐ       | 4      |
| Serbia 4       | H2                   | •                    | H2                   | •                    | H4                   | •                    | VB                   | •                    | ×                    | ×         | TK        | •         | •         | •         | •         | •            | VB        | CXĐ       | CXĐ       | 6      |
| Slovakia 3     | H3                   | •                    | •                    | •                    | H1                   | H3                   | •                    | •                    | •                    | •         | •         | •         | •         | •         | V16       | VB           | V16       | CXĐ       | CXĐ       | 6      |
| Slovenia       | Một phần của Nam Tư  | Một phần của Nam Tư  | Một phần của Nam Tư  | Một phần của Nam Tư  | Một phần của Nam Tư  | Một phần của Nam Tư  | Một phần của Nam Tư  | Một phần của Nam Tư  | Một phần của Nam Tư  | •         | VB        | •         | •         | •         | •         | •            | V16       | CXĐ       | CXĐ       | 2      |
| Tây Ban Nha    | ×                    | H1                   | •                    | •                    | •                    | VB                   | H2                   | VB                   | •                    | TK        | TK        | VB        | H1        | H1        | V16       | BK           | H1        | CXĐ       | CXĐ       | 12     |
| Thổ Nhĩ Kỳ     | •                    | •                    | •                    | •                    | •                    | •                    | •                    | •                    | •                    | VB        | TK        | •         | BK        | •         | VB        | VB           | TK        | CXĐ       | H         | 6      |
| Thụy Điển      | ×                    | •                    | •                    | •                    | •                    | •                    | •                    | •                    | BK                   | •         | VB        | TK        | VB        | VB        | VB        | V16          | •         | CXĐ       | CXĐ       | 7      |
| Thụy Sĩ        | ×                    | •                    | •                    | •                    | •                    | •                    | •                    | •                    | •                    | VB        | •         | VB        | VB        | •         | V16       | TK           | TK        | CXĐ       | CXĐ       | 6      |
| Ukraina        | Một phần của Liên Xô | Một phần của Liên Xô | Một phần của Liên Xô | Một phần của Liên Xô | Một phần của Liên Xô | Một phần của Liên Xô | Một phần của Liên Xô | Một phần của Liên Xô | ×                    | •         | •         | •         | •         | VB        | VB        | TK           | VB        | CXĐ       | CXĐ       | 4      |
| Wales          | x                    | •                    | •                    | •                    | •                    | •                    | •                    | •                    | •                    | •         | •         | •         | •         | •         | BK        | V16          | •         | H         | CXĐ       | 2      |
| Ý              | ×                    | •                    | H1                   | •                    | •                    | H4                   | •                    | BK                   | •                    | VB        | H2        | VB        | TK        | H2        | TK        | H1           | V16       | CXĐ       | H         | 11     |

1: Tính cả các lần tham dự với tư cách là Tây Đức
2: Tính cả các lần tham dự với tư cách là Liên Xô và một lần với tư cách là Cộng đồng các Quốc gia Độc lập
3: Tính cả các lần tham dự với tư cách là Tiệp Khắc
4: Tính cả các lần tham dự với tư cách là Nam Tư
*: Lùi lại 1 năm do đại dịch COVID-19
Các đội chưa từng tham dự vòng chung kết Euro Andorra,  Armenia,  Azerbaijan,  Belarus,  Bosna và Hercegovina,  Síp,  Estonia,  Quần đảo Faroe,  Gibraltar,  Israel,  Kazakhstan,  Kosovo,  Liechtenstein,  Litva,  Luxembourg,  Malta,  Moldova,  Montenegro,  San Marino.

## Lần đầu tham dự
Dưới đây là thống kê giải đầu tiên mà các đội tuyển giành quyền vào chơi một vòng chung kết Euro.
| Năm  | Đội tuyển                              |
| ---- | -------------------------------------- |
| 1960 | Cộng hòa Séc/ Slovakia Pháp Nga Serbia |
| 1964 | Đan Mạch Tây Ban Nha Hungary           |
| 1968 | Anh Ý                                  |
| 1972 | Bỉ Đức                                 |
| 1976 | Hà Lan                                 |
| 1980 | Hy Lạp                                 |
| 1984 | Bồ Đào Nha România                     |
| 1988 | Cộng hòa Ireland                       |
| 1992 | Scotland Thụy Điển                     |
| 1996 | Bulgaria Croatia Thụy Sĩ Thổ Nhĩ Kỳ    |
| 2000 | Na Uy Slovenia                         |
| 2004 | Latvia                                 |
| 2008 | Áo Ba Lan                              |
| 2012 | Ukraina                                |
| 2016 | Albania Iceland Bắc Ireland Wales      |
| 2020 | Phần Lan Bắc Macedonia                 |
| 2024 | Gruzia                                 |
| 2028 |                                        |

## Bảng xếp hạng tổng thể
Tính đến Giải vô địch bóng đá châu Âu 2024
| Chú thích               |
| ----------------------- |
| Đội đã vô địch giải đấu |

| TT  | Đội tuyển        | Trận | Thắng | Hòa | Thua | Bàn thắng | Bàn thua | Hiệu số | Điểm |
| 1.  | Đức              | 58   | 30    | 14  | 14   | 89        | 59       | +30     | 104  |
| 2.  | Tây Ban Nha      | 53   | 28    | 15  | 10   | 83        | 46       | +37     | 99   |
| 3.  | Ý                | 49   | 22    | 19  | 8    | 55        | 36       | +19     | 85   |
| 4.  | Pháp             | 49   | 23    | 15  | 11   | 73        | 53       | +20     | 84   |
| 5.  | Hà Lan           | 45   | 23    | 9   | 13   | 75        | 48       | +27     | 78   |
| 6.  | Bồ Đào Nha       | 44   | 21    | 12  | 11   | 61        | 41       | +20     | 75   |
| 7.  | Anh              | 45   | 18    | 16  | 11   | 59        | 43       | +16     | 70   |
| 8.  | Cộng hòa Séc     | 40   | 15    | 8   | 17   | 51        | 52       | –1      | 53   |
| 9.  | Nga              | 36   | 13    | 7   | 16   | 40        | 52       | –12     | 46   |
| 10. | Bỉ               | 26   | 12    | 3   | 11   | 33        | 30       | +3      | 39   |
| 11. | Đan Mạch         | 37   | 10    | 9   | 18   | 44        | 54       | –10     | 39   |
| 12. | Croatia          | 25   | 9     | 8   | 8    | 33        | 34       | –1      | 35   |
| 13. | Thụy Điển        | 24   | 7     | 7   | 10   | 30        | 28       | +2      | 28   |
| 14. | Thụy Sĩ          | 23   | 5     | 11  | 7    | 24        | 28       | –4      | 26   |
| 15. | Slovakia         | 19   | 6     | 5   | 8    | 21        | 28       | –7      | 23   |
| 16. | Thổ Nhĩ Kỳ       | 23   | 7     | 2   | 14   | 22        | 38       | –16     | 23   |
| 17. | Hy Lạp           | 16   | 5     | 3   | 8    | 14        | 20       | –6      | 18   |
| 18. | Wales            | 10   | 5     | 1   | 4    | 13        | 12       | +1      | 16   |
| 19. | Áo               | 14   | 4     | 2   | 8    | 14        | 18       | –4      | 14   |
| 20. | Ba Lan           | 17   | 2     | 8   | 7    | 14        | 21       | –7      | 14   |
| 21. | Hungary          | 14   | 3     | 4   | 7    | 16        | 25       | –9      | 13   |
| 22. | Ukraina          | 14   | 4     | 1   | 9    | 10        | 23       | –13     | 13   |
| 23. | Serbia           | 17   | 3     | 4   | 10   | 23        | 41       | –18     | 13   |
| 24. | România          | 20   | 2     | 6   | 12   | 14        | 27       | –13     | 12   |
| 25. | Scotland         | 12   | 2     | 3   | 7    | 7         | 17       | –10     | 9    |
| 26. | Iceland          | 5    | 2     | 2   | 1    | 8         | 9        | –1      | 8    |
| 27. | Cộng hòa Ireland | 10   | 2     | 2   | 6    | 6         | 17       | –11     | 8    |
| 28. | Slovenia         | 7    | 0     | 6   | 1    | 6         | 7        | –1      | 6    |
| 29. | Na Uy            | 3    | 1     | 1   | 1    | 1         | 1        | 0       | 4    |
| 30. | Gruzia           | 4    | 1     | 1   | 2    | 5         | 8        | –3      | 4    |
| 31. | Albania          | 6    | 1     | 1   | 4    | 4         | 8        | –4      | 4    |
| 32. | Bulgaria         | 6    | 1     | 1   | 4    | 4         | 13       | –9      | 4    |
| 33. | Bắc Ireland      | 4    | 1     | 0   | 3    | 2         | 3        | –1      | 3    |
| 34. | Phần Lan         | 3    | 1     | 0   | 2    | 1         | 3        | –2      | 3    |
| 35. | Latvia           | 3    | 0     | 1   | 2    | 1         | 5        | –4      | 1    |
| 36. | Bắc Macedonia    | 3    | 0     | 0   | 3    | 2         | 8        | –6      | 0    |

Ghi chú
1. ↑  Tính cả thành tích của  Tây Đức trong giai đoạn 1972–1988.
2. 1 2  Tính cả thành tích của  Tiệp Khắc trong giai đoạn 1960–1980.
3. ↑  Tính cả thành tích của  Liên Xô và  SNG trong giai đoạn 1960–1992.
4. ↑  Tính cả thành tích của  Nam Tư và  Cộng hòa Liên bang Nam Tư/ Serbia và Montenegro trong giai đoạn 1960–2000.

## Các huấn luyện viên vô địch
| Năm  | Huấn luyện viên        | Vô địch     |
| ---- | ---------------------- | ----------- |
| 1960 | Gavriil Kachalin       | Liên Xô     |
| 1964 | José Villalonga        | Tây Ban Nha |
| 1968 | Ferruccio Valcareggi   | Ý           |
| 1972 | Helmut Schön           | Tây Đức     |
| 1976 | Václav Ježek           | Tiệp Khắc   |
| 1980 | Jupp Derwall           | Tây Đức     |
| 1984 | Michel Hidalgo         | Pháp        |
| 1988 | Rinus Michels          | Hà Lan      |
| 1992 | Richard Møller-Nielsen | Đan Mạch    |
| 1996 | Berti Vogts            | Đức         |
| 2000 | Roger Lemerre          | Pháp        |
| 2004 | Otto Rehhagel          | Hy Lạp      |
| 2008 | Luis Aragonés          | Tây Ban Nha |
| 2012 | Vicente del Bosque     | Tây Ban Nha |
| 2016 | Fernando Santos        | Bồ Đào Nha  |
| 2020 | Roberto Mancini        | Ý           |
| 2024 | Luis de la Fuente      | Tây Ban Nha |